# あの子にクック
「あの子にクック」は、1974年4月1日に発売された葵テルヨシの3枚目のシングル。

## 解説
本楽曲は、郷ひろみ、未都由、田原俊彦がコンサートで、錦織一清は少年隊のアルバムで、それぞれカバーしている。
B面曲「愛がこわい」は、アルバム『テルヨシ・ファースト 抱きしめあう愛』からのシングルカット。
2022年3月時点 未CD化。

## 収録曲
1. あの子にクック（2分40秒）
作詞：なかにし礼／作曲・編曲：筒美京平
2. 愛がこわい（4分10秒）
作詞：千家和也／作曲：筒美京平／編曲：高田弘